# Arrhapa
Arrhapa is een geslacht van vlinders van de familie visstaartjes (Nolidae), uit de onderfamilie Chloephorinae.

## Soorten
- A. frontalis Walker, 1862